# Valentina Vargas
Valentina Vargas (Santiago, 31 de dezembro de 1964) é uma atriz chilena que se tornou conhecida por sua participação em O Nome da Rosa, de Jean-Jacques Annaud.

## Filmografia
- Strictement personnel (1985) - La masseuse
- O Nome da Rosa (1986) - Mendiga
- Fuegos (1987) - Margarita
- Piazza Navona (1988) (TV) - Perla
- The Big Blue (1988) - Bonita
- Dirty Games (1989) - Nicola Kendra
- Street of No Return (1989) - Celia
- The Tigress (1992) - Tigress/Pauline
- The Devil's Breath (1993)
- Twin Sitters (1994) - Lolita
- The Shipwrecked (1994) - Isol
- Hellraiser: Bloodline (1996) - Angelique
- Southern Cross (1999) - Mariana Flores
- Air America (1999) (TV) - Celia
- Chili con carne (1999) - Ines
- Bloody Mallory (2002) - Lady Valentine
- L'Été de Chloé (2002) (TV) - Agnès
- Un homme en colère (2002) (TV) - Laura
- Dangerous Liaisons (2003) (TV) - Emilie
- Le Caprice des cigognes (2006) (TV) - Anna
- All inclusive (2008) - Carmen
- Faces in the Crowd (2010)
- La noche de enfrente (2012)